# 6765 Fibonacci
6765 Fibonacci (1982 BQ2) là một tiểu hành tinh vành đai chính được phát hiện ngày 20 tháng 1 năm 1982 bởi Ladislav Brožek ở Đài thiên văn Kleť.